# Middelkerke
Middelkerke est une commune néerlandophone de Belgique située en Région flamande, sur la mer du Nord à l'ouest d'Ostende, dans la province de Flandre-Occidentale.
La commune comprend les localités de Leffinge, Lombardsijde, Mannekensvere, Middelkerke, Schore, Saint-Pierre-Capelle, Slijpe, Westende et Wilskerke.
La population était de 19 855 habitants au 1er janvier 2024.

### Carte

Middelkerke, communes fusionnées et voisines. Les zones en jaune représentent les agglomérations.

## Sections de la commune
| # | Section                   | Superf. (km²) | Habitants (2020) | Habitants par km² | Code INS |
| - | ------------------------- | ------------- | ---------------- | ----------------- | -------- |
| 1 | Middelkerke (I)           | 4,92          | 7.669            | 1.359             | 35011A   |
| 2 | Wilskerke (IV)            | 5,05          | 799              | 158               | 35011B   |
| 3 | Leffinge (V)              | 20,44         | 2.450            | 120               | 35011C   |
| 4 | Saint-Pierre-Capelle (IX) | 4,92          | 261              | 53                | 35011D   |
| 5 | Schore (VIII)             | 6,77          | 227              | 34                | 35011E   |
| 6 | Mannekensvere (VII)       | 6,55          | 253              | 39                | 35011F   |
| 7 | Slijpe (VI)               | 17,92         | 961              | 54                | 35011G   |
| 8 | Westende (II)             | 7,72          | 5.579            | 723               | 35011H   |
| 9 | Lombardsijde (III)        | 1,64          | 1.373            | 837               | 35011J   |

### Communes limitrophes
- a. Ostende (notamment le village de Raversijde)
- b. Stene (ville d'Ostende)
- c. Snaaskerke (Gistel)
- d. Zevekote (Gistel)
- e. Zande (Koekelare)
- f. Leke (Diksmuide)
- g. Keiem (Diksmuide)
- h. Stuivekenskerke (Diksmuide)
- i. Pervijze (Diksmuide)
- j. Ramskapelle (Nieuport)
- k. Sint-Joris (Nieuport)
- l. Nieuport

## Toponymie
À l'origine, il y avait devant la côte belge, comme de nos jours devant la côte frisonne, une zone de marais inondés à marée haute et plus ou moins asséchés à marée basse, séparée de la pleine mer par une ligne interrompue d'îles longues et étroites comme le sont de nos jours les îles frisonnes. Les villages implantés sur ces îles portaient des noms reflétant leur stituation géographique, comme c'est encore le cas de nos jours en Frise. Par exemple, l'île de Testerep s'étendait de Westende (variante dialectale du néerl. moderne West-einde, anglais West End, « extrémité ouest ») à Ostende (Oostende, variante dialectale du néerl. moderne Oost-einde, anglais East End, « extrémité est ») avec à peu près au milieu de l'île le village de Middelkerke dont le nom signifie « église du milieu ». Avec l'ensablement partiel des estuaires et la poldérisation des terres, cette chaîne d'îles fut rattachée au continent mais les villages gardèrent leurs noms, témoins de l'état précédent de la géographie.

## Héraldique
|  | La commune possède des armoiries qui lui ont été octroyées le 22 novembre 1924. Elles ont été modifiées le 26 mai 1987. Les armoiries actuelles montrent un bouclier divisé en deux avec les armes du Camerlincx d'une part et de la ville de Lombardsijde, d'autre part. La partie principale de la municipalité actuelle faisait historiquement partie du Camerlincx au sein du Franc de Bruges. Le district utilisait un bouclier à quartiers, pris des armoiries de la famille Van Grammene du XIIIe siècle. En 1330, la région fut vendue aux comtes de Flandre. Les anciennes armoiries de 1924 étaient assez différentes et étaient celles des seigneurs de Raversyde, du fait que l'état de Raversyde était près de Middelkerke. Blasonnement : Parti: 1. Echiqueté de trois rangées d'argent et d'azur. 2. D'argent à un lion soutenu d'une ancre contournée et accompagné en pointe d'une étoile à six branches, le tout de sable. Source du blasonnement : Heraldy of the World. |

## Démographie

### Évolution démographique: Avant la fusion des communes
- Sources : INS, Rem. : 1806 jusqu'en 1970 = recensements, 1976 = nombre d'habitants au 31 décembre[4].
- 1971: Scission de Raversijde intégré par Ostende (−2,06 km² avec 1.140 habitants)

### Évolution démographique: Commune fusionnée
En tenant compte des anciennes communes entraînées dans la fusion de communes de 1977, on peut dresser l'évolution suivante:
- Source: DGS , de 1831 à 1981=recensements population; à partir de 1990 = nombre d'habitants chaque 1 janvier[1]

## Musées
- Kusthistories : l'ancien bâtiment de la poste (1926) abrite un musée consacré à l'histoire du tourisme balnéaire. Il aborde l'histoire du tramway de la côte belge - on peut y voir un tram datant de 1956 - et d'autres thèmes liés à la plage, notamment l'histoire des maillots de bain

## Statues d'héroïnes et héros de bande dessinée
Sur le bord de mer, rue Zeedijk (aussi nommée: Kust Fietsroute), on peut trouver une dizaine de statues d'héroïnes et de héros de bande dessinée flamande (Bob et Bobette, Fanny et Cie (De Kiekeboes)...) et franco-belge (Lucky Luke, Spirou, Natasha, Cédric, le Marsupilami, la Schtroumpfette...).

## Transports
Middelkerke est desservi par le tramway de la côte belge appelé en néerlandais "De Kusttram" (Le tram du littoral) qui parcourt la côte depuis la gare de La Panne, où il donne correspondance aux autobus de Dunkerque, jusqu'à Knokke-Heist, à la limite de la frontière des Pays-Bas.
Bob et Bobette dans Google Street View

## Jumelages
La ville est jumelée avec:
- Épernay (France)

Depuis 1967, célèbre pour le Champagne. Weekend organisé chaque année à Middelkerke.
- Ettlingen (Allemagne)

Depuis 1971, a concerné pendant de nombreuses années les clubs de volleyball des deux communes.
- Rauschenberg (Allemagne)

Depuis 1972, Rauschenberg était à l'origine jumelée avec l'entité de Westende.
- Sohren (Allemagne)

Depuis 1969.
- Büchenbeuren (Allemagne)

Depuis 1967, la ville était au départ jumelée avec l'entité de Schore.
- Clevedon (Grande-Bretagne)

Depuis 1991, l'origine de ce jumelage réside dans le fait qu'Ettlingen et Épernay sont jumelées avec Clevedon.
- Vresse-sur-Semois (Belgique)

Depuis 1992, ce jumelage résulte de l'initiative d'un homme de Middelkerke qui venait passer ces vacances à Mouzaive. Il eut un jour l'idée d'organiser des échanges entre les écoles de Vresse-sur-Semois et de Middelkerke. C'est ainsi que sont nées les classes de mer et de forêt (Zeeklassen et Bosklassen). Depuis, de nombreux échanges ont lieu entre les deux communes, qui souhaitent créer au-dessus du conflit communautaire, une réelle entente entre leurs habitants.

## Films tournés à Middelkerke
- 1996 : Camping Cosmos, de Jan Bucquoy
- 2013 : Henri, de Yolande Moreau
- 2019 : Jeux d’influence, de Jean-Xavier de Lestrade

## Sport
Handball
- Thor Middelkerke
- DHT Middelkerke-Izegem

Football
- GS Middelkerke

## Galerie

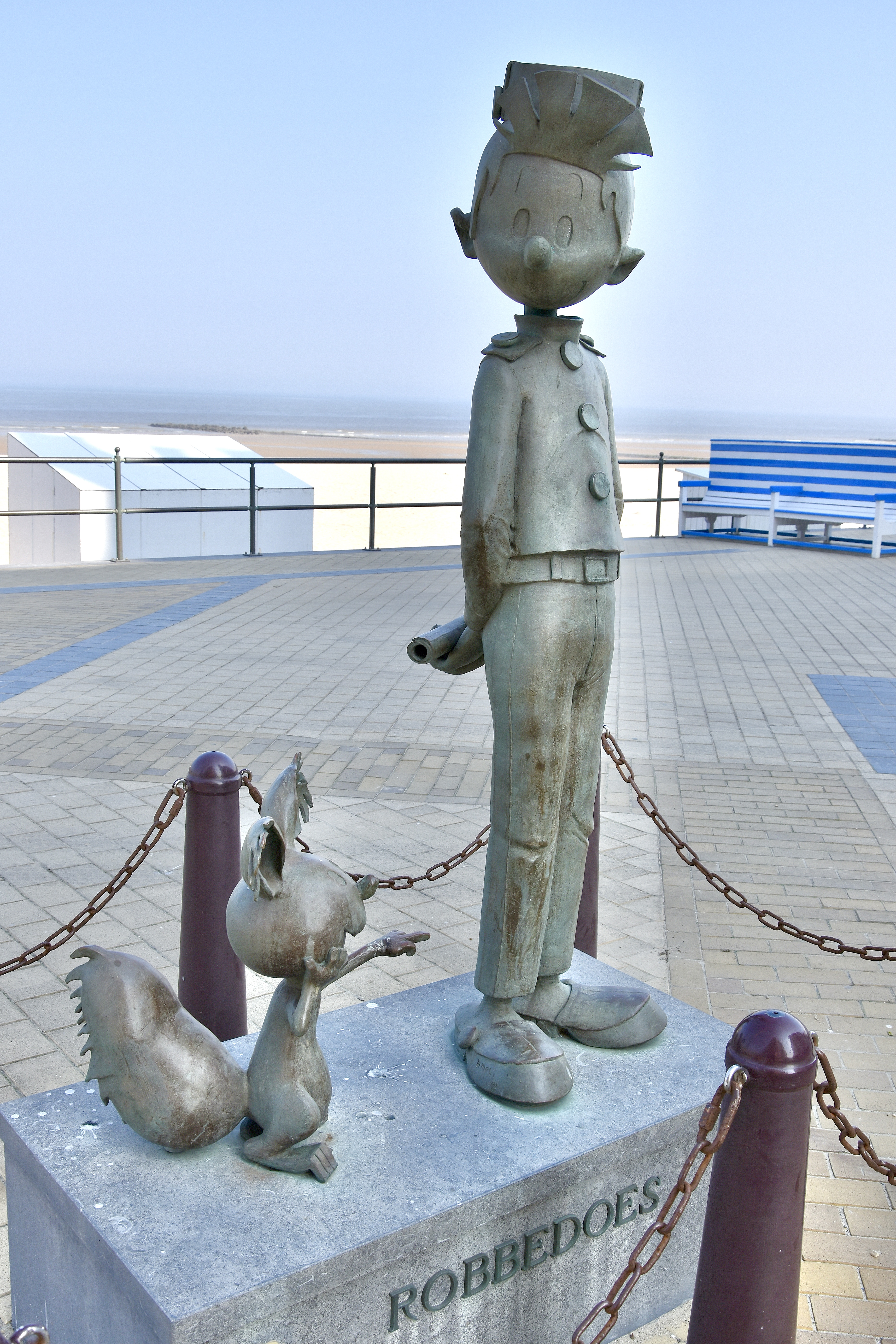
Statue de Spirou et Spip près de la plage de Middelkerke.
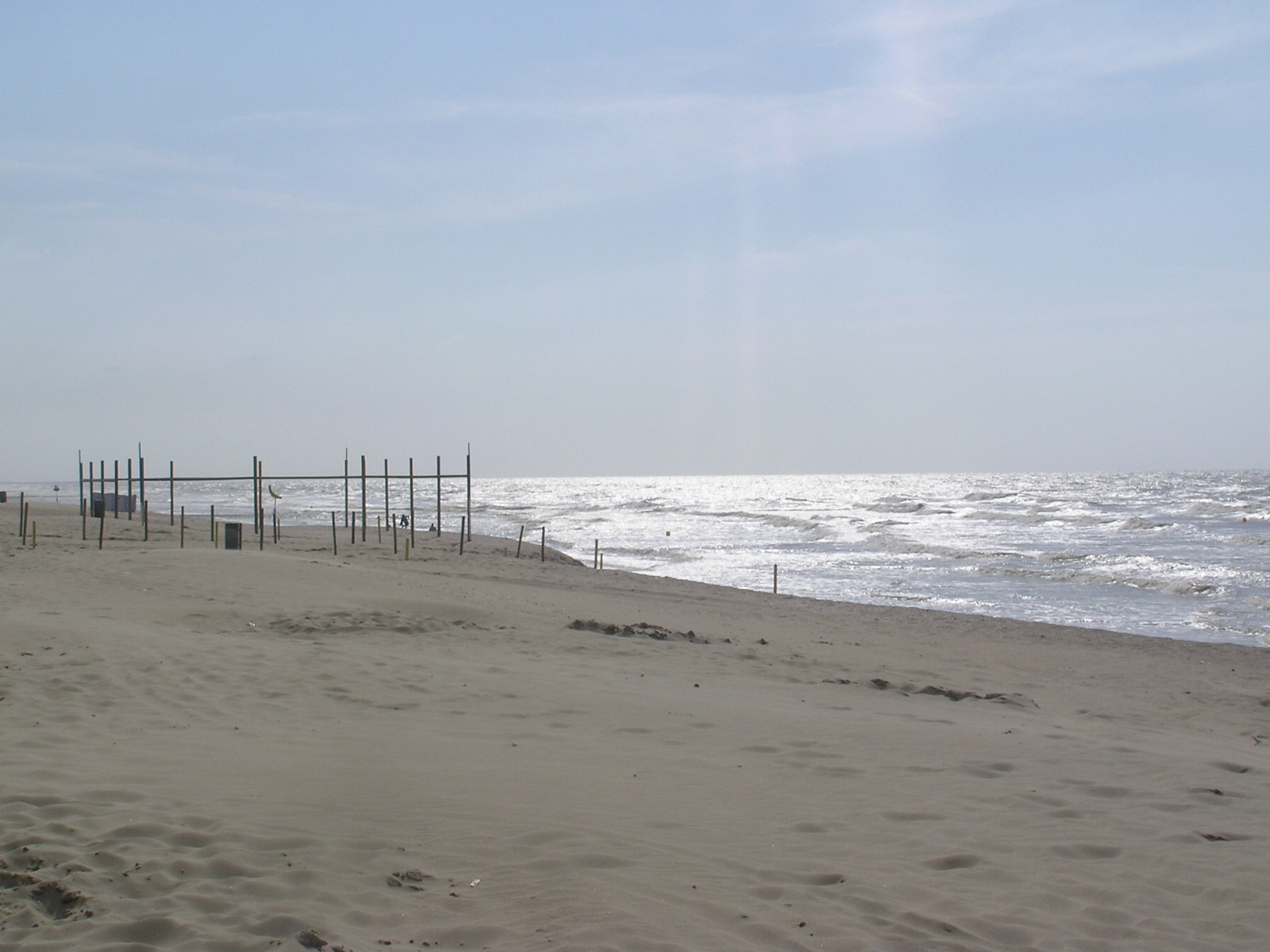
La plage de Middelkerke.
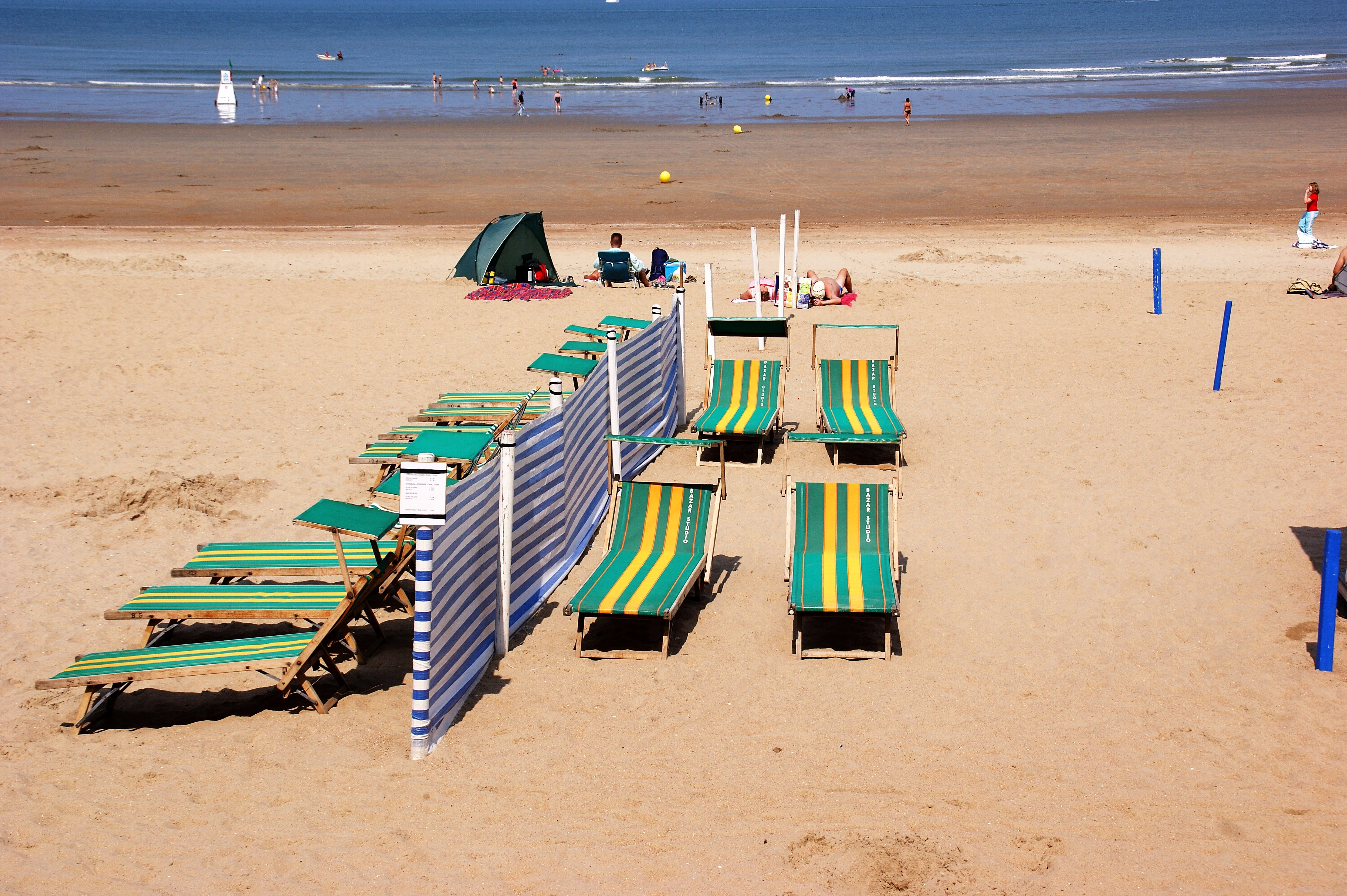
La plage en août 2009.
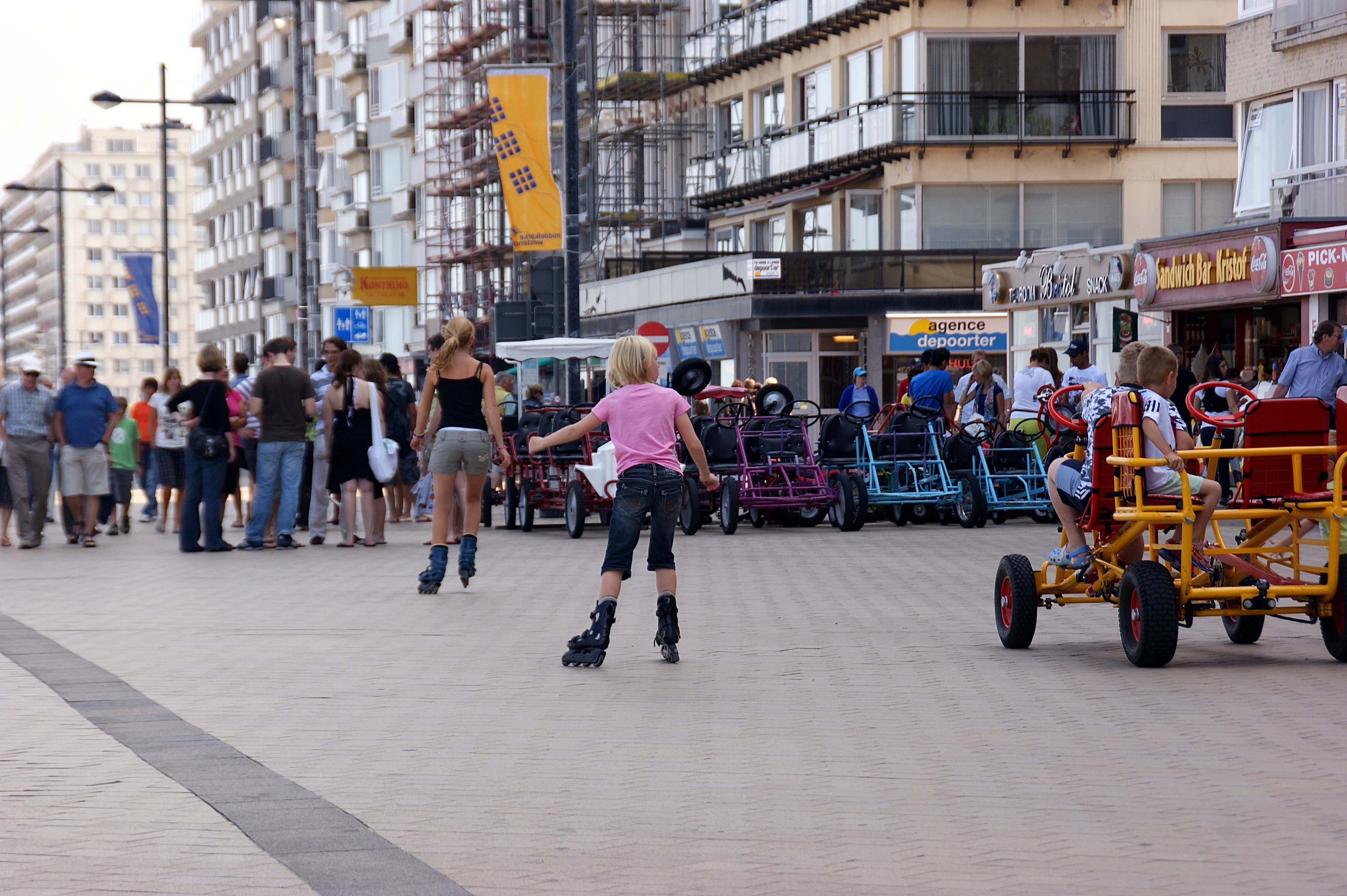
Promenade et jeux sur le front de mer.